# Stagonolepis
A Stagonolepis az aetosaurusok rendjéhez tartozó archosaurus hüllők egyik késő triász időszakban élt neme. Körülbelül 3 méter hosszúságú négy lábon járó, lassú mozgású legelésző állat volt. A testét vastag pikkelypáncél (scutum) borította, ami a kortárs thecodonta húsevők elleni védelemül szolgált. A Stagonolepis feje a testéhez képest nagyon kicsi, csak 25 centiméter hosszú volt, azaz a test hosszának mindössze 10%-át érte el. Az állcsontjai elülső részei nem tartalmaztak fogakat, ehelyett egy felfelé ívelő csőrszerű rész tartozott hozzájuk, ami lehetővé tehette, hogy az állat a ma élő disznókhoz hasonlóan kitépje a növényeket. A száj hátsó részén levő ékszerű fogak alkalmasak lehettek a durva növények, köztük a zsurlók, tűlevelűek és az újonnan kifejlődött cikászok megrágásra.
Az állat fosszilis maradványait Skóciában és Dél-Amerikában fedezték fel.

## Fordítás
- Ez a szócikk részben vagy egészben a Stagonolepis című angol Wikipédia-szócikk ezen változatának fordításán alapul.  Az eredeti cikk szerkesztőit annak laptörténete sorolja fel. Ez a jelzés csupán a megfogalmazás eredetét és a szerzői jogokat jelzi, nem szolgál a cikkben szereplő információk forrásmegjelöléseként.